# Bệnh giàu có
Bệnh giàu có hay bệnh nhà giàu (tiếng Anh: Diseases of affluence) là một thuật ngữ đôi khi để chỉ một số bệnh và tình trạng sức khỏe khác thường được cho là hệ quả của sự gia tăng giàu có trong xã hội. Thông điệp đưa ra rất đơn giản: tình trạng kinh tế xã hội của một người càng thấp, nguy cơ người đó gặp các vấn đề sức khỏe về tâm lý và thể chất càng cao. Chế độ ăn hiện đại và lối sống không vận động được cho là nguyên nhân của các hiện tượng béo phì, bệnh tim mạch, huyết áp cao, tiểu đường loại 2, bệnh loãng xương, ung thư đại trực tràng, mụn trứng cá, bệnh gút, trầm cảm và thiếu chất khoáng.